# Alanah Rae
Alanah Rae (Freehold, Nueva Jersey; 9 de febrero de 1988) es una actriz pornográfica y modelo erótica estadounidense.

## Biografía
Alanah Rae, nombre artístico de Elizabeth Collman, nació en febrero de 1988 en el estado de Nueva Jersey. Comenzó a trabajar como bailarina en un club de estriptis en Carolina del Norte, antes de debutar en la industria como actriz pornográfica en 2008, a los 20 años de edad. Si bien empezó haciendo papeles menores, el salto lo dio al conocer al actor Erik Everhard, quien la introdujo con papeles para la productora Reality Kings y con la agencia LA Direct Models, que accedió a representarla.
Como actriz, ha trabajado para otras productoras como Mile High, Elegant Angel, Vivid, Jules Jordan Video, Wicked, Digital Playground, Brazzers, Evil Angel, Penthouse, New Sensations, Lethal Hardcore o Naughty America.
En noviembre de 2009 se vio involucrada en un incidente con el luchador de artes marciales mixtas Jonathan Koppenhaver, más conocido por su nombre artístico War Machine, con quien mantenía entonces una relación sentimental. Supuestamente la golpeó así como a varios invitados masculinos en una fiesta, incluido a Derek Hay, agente de Alanah. Posteriormente War Machine protagonizaría más polémicas de violencia de género como la causada en 2014 a su entonces exnovia, la también actriz pornográfica Christy Mack, por lo que fue condenado en 2017 a cadena perpetua.
En 2013 recibió su única nominación en los Premios AVN en la categoría de Mejor escena de sexo lésbico en grupo por la película Girlfriends 4, junto a Andy San Dimas, Asa Akira y Katsuni.
Se retiró en 2020, habiendo rodado más de 350 películas.
Otros de sus trabajos destacados son Ass Parade 22, Big Bouncing Boobies, Busty Anal Sluts, Diesel Dongs 20, Flashback, Hard Passion, Innocent Secret, Jizz On My Jugs, Naughty Rich Girls 2, POV Jugg Fuckers 3, Real Wife Stories 17 o War On A Rack.

## Premios y nominaciones
| Año  | Ceremonia       | Resultado | Premio                                | Trabajo                   |
| ---- | --------------- | --------- | ------------------------------------- | ------------------------- |
| 2012 | Premios Urban X | Nominada  | Mejor escena de sexo en pareja        | Mandingo: Hide Your Wives |
| 2013 | Premios AVN     | Nominada  | Mejor escena de sexo lésbico en grupo | Girlfriends 4             |
| 2013 | Nightmoves      | Nominada  | Mejores pechos                        | —                         |